# Aleksiej Liziczew
Aleksiej Dmitrijewicz Liziczew (ros. Алексе́й Дми́триевич Ли́зичев, ur. 22 czerwca 1928 w Gorach w obwodzie wołogodzkim, zm. 11 października 2006 w Moskwie) – szef Głównego Zarządu Politycznego Sił Zbrojnych ZSRR (1985-1990).

## Życiorys
Od 1946 żołnierz Armii Radzieckiej, ukończył szkołę piechoty w Czerepowcu i Akademię Wojskowo-Polityczną im. Lenina, od 1949 członek WKP(b). Od 1952 pracownik partyjno-polityczny w wojskach, 1980-1982 zastępca szefa, a 1982-1985 szef Zarządu Politycznego Grupy Wojsk Radzieckich w Niemczech, 1985-1990 szef Głównego Zarządu Politycznego Armii Radzieckiej i Marynarki Wojennej. Od 1986 generał armii. 1986-1990 członek KC KPZR. Deputowany do Rady Najwyższej ZSRR 11 kadencji. Deputowany ludowy ZSRR.

## Odznaczenia
- Order Lenina
- Order Czerwonego Sztandaru
- Order Czerwonej Gwiazdy
- Order „Za służbę Ojczyźnie w Siłach Zbrojnych ZSRR” II klasy
- Order „Za służbę Ojczyźnie w Siłach Zbrojnych ZSRR” III klasy

Oraz medale ZSRR i ordery zagraniczne.